# Bouzonville
Bouzonville település Franciaországban, Moselle megyében. Lakosainak száma 3824 fő (2022. január 1.). Bouzonville Oberdorff, Alzing, Château-Rouge, Filstroff, Freistroff, Guerstling, Heining-lès-Bouzonville, Vaudreching és Vœlfling-lès-Bouzonville községekkel határos.
A Rajna és a Moselle közötti „sószállító-útvonalon” épült. 
A falu valódi eredetét az apátságnak köszönheti, amelyet 1033-ban Adalbert, Metz grófja és Juditha alapított itt, ő volt a nagyapja Gebhardnak, Lotharingia hercegének, Lotaringia első örökös hercegének.  A Bosonis-villát a hozzátartozóival a II. Urbán pápa által 1096-ban Galbergának, Juviniacensis apátnőjének adott kiváltság említi. A Sainte-Croix de Bouzonish bencés apátság temploma ma parlagi templomként szolgál.  A tizenharmadik században a lotharingiai hercegek bíróságot hoztak létre itt, ami növelte a város életét, amely a tizenegyedik századi alapokra épült apátságtól függött.

## Népesség
A település népességének változása:
| Lakosok száma | 3763 | 4285 | 4148 | 4173 | 3989 | 3993 | 3947 | 3926 | 3926 | 3824 |
|               | 1968 | 1982 | 1990 | 2006 | 2013 | 2015 | 2017 | 2019 | 2020 | 2022 |